# デ＝カストリ
デ＝カストリ（ロシア語: Де-Ка́стри）はロシア連邦ハバロフスク地方ウリチ地区にある集落（ポショーロク посёлок）。日本海のチハチョーフ湾（旧デ＝カストリ湾）岸に位置する。人口3724人（2002年）。北緯51度28分、東経140度47分。病院と中等学校あり。

## 歴史
デ＝カストリという名は所在地であるチハチョーフ湾（залив Чихачёва）の旧名デ＝カストリ湾（залив Де-Кастри）に因む。デ＝カストリ湾はラ・ペルーズが1787年に発見し、探検隊のパトロンである海軍大臣ド・カストリー伯（Charles Eugène Gabriel de La Croix de Castries）から名づけられた。天然の良港であり軍事的価値も高い。
集落がつくられたのは1853年、アイグン条約が結ばれ、ロシアがこの地を手に入れた5年前であり、アムール川河口以南がロシアの支配下になかった頃だった。しかし、同春にネヴェリスコイとボシュニャークによる若い探検隊が2人のコサックと1人のツングース人と共にデ＝カストリ湾沿岸の歩哨のため遣わされた。最初にアレクサンドロフスキー監視所（Александровский пост）が作られ、20世紀初頭に廃止され、デ＝カストリが作られた。
1854年のクリミア戦争でのペトロパヴロフスク＝カムチャツキー防衛戦後、カムチャツカへの補給・守備の難しさが浮き彫りとなった。再攻撃に備えカムチャツカの港を移転する事が決まった。1855年春、海軍少将ヴァシーリー・ザヴォイコの指揮でロシアの艦隊と住民たちはまだ流氷の残るアムール川河口へと向かった。解氷を待ってデ＝カストリ湾で強力なフランスとイギリスの艦隊から隠れることになったが、発見されてしまった。しかしアムール川へ逃げ込んでなんとか敵の増援の到着をやり過ごすことができた。
1858年にロシアに鉄道計画が持ち上がった際、ニコライ・ムラヴィヨフ＝アムールスキーはソフィースコエ＝ナ＝アムーレとアレクサンドロフスキー監視所を結ぶ路線を提案した。しかしこの案は採用されず、鉄道路線ははるか南のウラジオストクで太平洋へ延びることになり、ソビエト時代にヴァーニノまで延びた。
1890年にアントン・チェーホフがここを訪れた際の事を彼の作品『サハリン島』に書き記している。それにはアレクサンドロフスキー監視所について「数件の家と教会」とマリインスクの集落から新たにやってきた司祭の事、そして悪天候（少ない日照）と湾でチェーホフが大きな魚を獲った事について言及されている。
1905年7月10日、日露戦争で日本軍はデ＝カストリに上陸した。
第二次世界大戦前に日本で発行された地図ではデ＝カストリの略称として、泥港と記されている。
ロシア内戦の際、この集落はイヴァン・ニコラエヴィチ・ヴィーツら48人の白軍部隊に占拠された。彼らは春まで持ちこたえて海からの日本軍の救援を待とうとしたが、短い包囲の末、集落は赤軍の支配下となった。パルチザン部隊を指揮していたヴィーツはニコラエフスク＝ナ＝アムーレとデ＝カストリでの敗北に絶望し、集落の近くのクロステルカンプスキー灯台（Клостеркампский маяк）で拳銃自殺した。
1932年、デ＝カストリ周辺には南樺太の日本に対する防衛線が張られた。1941年までに104の堡がデ＝カストリに築かれ、1941年にはデ＝カストリ海軍基地を築き、沿岸砲台を配備した。戦時中、湾は軍事基地となり、ソビエトの艦船が停泊した。戦後、防衛施設は全て破棄された。

## 産業と交通
主要な企業：ООО «Де-Кастрилес», АО «Де-Кастринский Торговый дом»。コムソモリスク＝ナ＝アムーレへの道路。7万トンまでのタンカー（11万トンへ拡張予定）、普通船5000トンまでを受け入れ可能の海港。
主な産品は木材（年間55万～58万m3）および原油。周遊船が就航（冬季は砕氷船が随行）。
デ＝カストリ港の石油ターミナルではエクソン・ネフテガス社（Exxon Neftgas Limited）により設立された「サハリン1」プロジェクトが進行中である。2006年3月には巨大タンカー停泊のための約6kmの長さの埠頭が造成された。これによりこの集落は樺太近くの大陸棚の油田から221kmのパイプラインを通ってきた石油の主要輸出港となった。また、石油製品パイプライン計画が進行中で、コムソナリスク＝ナ＝アムーレの製油所から年間300～400万トンの送油能力の見込み。

## 観光
同集落周辺の観光スポットは博物館、オルロヴァ岬（旧クロステル＝カンプ岬）の灯台、独ソ戦の軍人墓地がある。1932年に当時日本領だった南樺太からの侵略に備え防衛施設が湾沿いに配備されていた。このような沿岸防衛施設群はソヴィエツカヤ・ガヴァニ地区にも見られる。集落の近くには泥療法のできるソモン潟（Лагуна Сомон）、カザケヴィチャ山（гора Казакевича；579m）、ベラヤ山（гора Белая；880m）のあるチョルトフ山脈（Чёртов хребет）がある。